# سوق الخضار المركزي (نابلس)
يقع سوق الخضار المركزي التابع لبلدية نابلس في الجزء الشرقي من المدينة وهو بمثابة سلة الخضار والفواكه لمدينة نابلس والقرى المحيطة بها. وتتم عملية البيع والشراء في هذا السوق تحت إشراف البلدية التي يقوم موظفيها بتسجيل الكميات الواردة من خضار وفواكه. كما أن سوق الخضار يعتبر بمثابة ملتقى لتجار الجملة والمفرق الذين يقومون بعقد الصفقات التجارية هناك، وقد قامت بلدية نابلس بتوفير عدد من ثلاجات التبريد الكبيرة بهدف التسهيل على التجار الذين يرغبون بتبريد وتخزين بضائعهم, وذلك مقابل رسوم معينة يدفعها هؤلاء التجار. ويعمل في سوق الخضار المركزي حاليا 46 موظفا وعاملا.

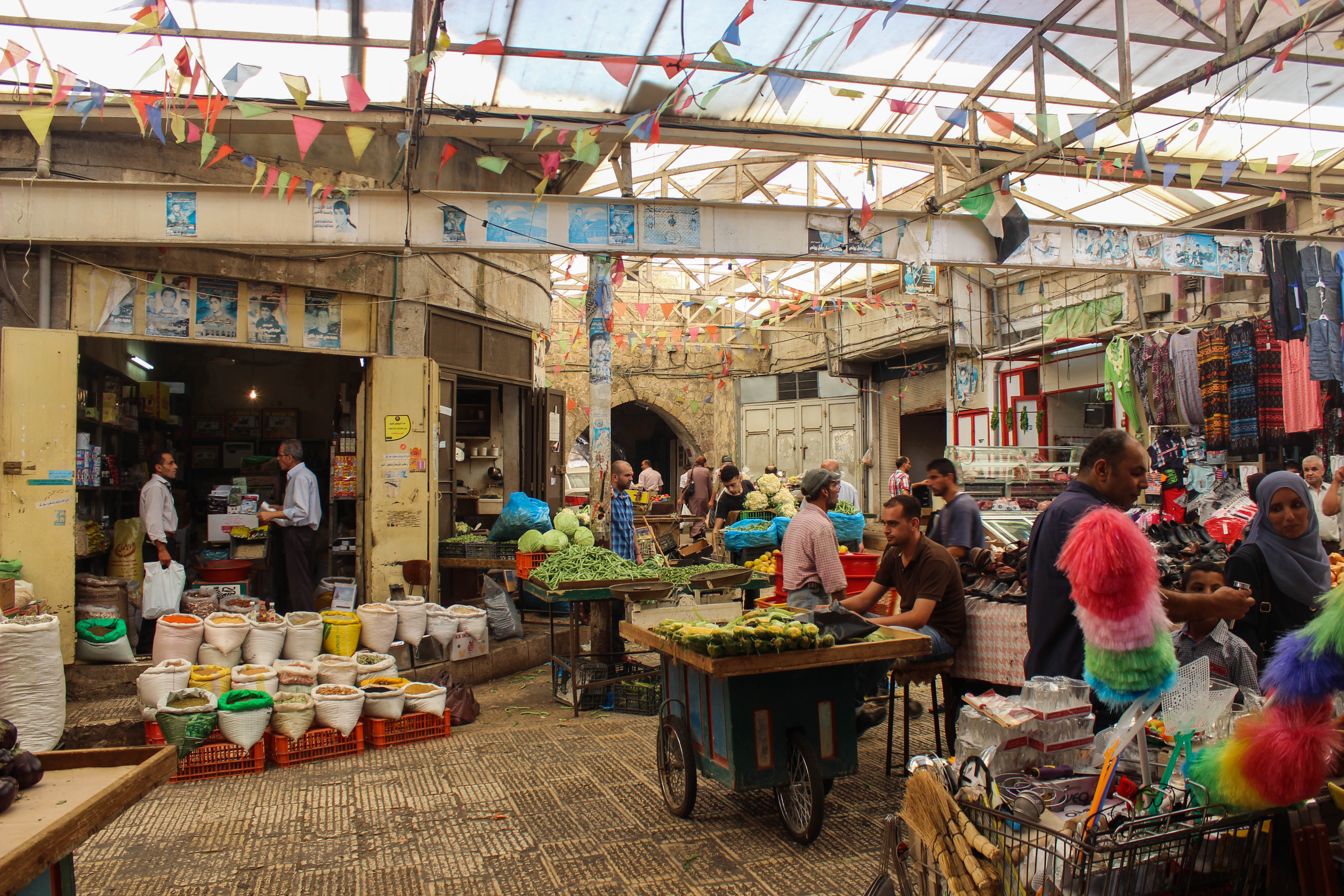
سوق نابلس